# 129e bataillon de tirailleurs sénégalais
Le 129e bataillon de tirailleurs sénégalais (129e BTS) est un bataillon des troupes coloniales françaises constitué vers la fin de la Première Guerre mondiale. Il participe à l'intervention alliée pendant la guerre civile russe et à l'occupation de la Turquie.

## Création et différentes dénominations
- 16 septembre 1918 : formation du 129e bataillon de tirailleurs sénégalais à Fréjus
- 1er octobre 1920 : devient 2e BTS du 12e régiment de tirailleurs sénégalais[1]

## Chefs de corps
- 16 septembre 1918 : chef de bataillon Changeux
- 17 mai 1919 : chef de bataillon Cader

## Historique des garnisons, combats et batailles du129eBTS
- 15 octobre 1918 : embarquement à destination de la Macédoine
- 29 mars 1919 : embarquement à destination de Constantinople
- 1er avril 1919 : arrivée à Constantinople
- 8 avril 1919 : embarquement à destination de la Russie
- 11 avril 1919 : arrivée à Sébastopol
- 28 avril 1919 : évacuation de Sébastopol
- 2 mai 1919 : arrivée à Constantinople puis installation dans la péninsule de Gallipoli[2]
- 1er octobre 1920 : forme le 12e régiment de tirailleurs sénégalais avec les 124e et 130e BTS[1]. il rejoint alors Stamboul (quartier historique d'Istanbul)[2].